# Botvidus Risingius
Botvidus Risingius, född 1608 i Risinge församling, Östergötland, död 5 april 1648 i Hällestads församling, Östergötlands län, var en svensk präst.

## Biografi
Risingius föddes 1608 i Risinge församling. Han var son till kyrkoherden Claudius Botvidi och Elisabeth Johansdotter i församlingen. Risinge blev 1619 student vid Uppsala universitet. Han studerade utomlands och blev magister vid Dorpats universitet. Risingius prästvigdes 29 november 1635 av sin farbror Johannes Bothvidi och blev kyrkoherde i Hällestads församling. 1647 blev han kontraktsprost i Bergslags kontrakt. Risingius avled 5 april 1648 i Hällestads församling.

### Familj
Risingius gifte sig första gången 1635 med Margareta Prytz (död 1637). Hon var dotter till en kyrkoherde Johannes Prytz och Margareta Pedersdotter i Söderköping. De fick tillsammans barnen kyrkoherden Nicolaus Rising i Åsbo församling, Kerstin Rising (född 1637) och Johannes Rising (1637-1637).
Risingius gifte sig andra gången 1638 med Anna Palumbus. Hon var dotter till kyrkoherden Nicolaus Palumbus och Ragnild Larsdotter (Laurin) i Vreta klosters församling. De fick tillsammans dottern Rachel Rising (död 1639). Efter Risingius död gifte Palumbus om sig med kyrkoherden Nicolaus Andreæ Juringius i Ekeby församling.